# Consensus gentium
Consensus gentium (lat.: ‚Übereinstimmung der Völker‘) bezeichnet in der Philosophie eine Übereinstimmung bezüglich einer Idee, einer Annahme oder eines Glaubens, die sich universell findet und deren Verbreitung nicht auf Austausch beruht und daher in der gleichartigen Natur der Vernunft begründet sein soll.
Verschiedentlich wird der consensus als Argument für die Wahrheit allgemeiner Begriffe, besonders der Begriffe Gott und Unsterblichkeit angeführt. Dies betrifft insbesondere die späteren Stoiker. In den Tusculanae disputationes spricht Cicero mit Blick auf die Gottesidee vom consensus nationum (Tuscul. disp. I, 16, 36). Weitere Belege finden sich bei Seneca (Ep. 117, 6) und Minucius Felix (Octav. 8, 1). Siehe auch Gottesbeweis.
Eine besondere Rolle hat die These der Universalität religiöser Vorstellungen auch für die Natürliche Theologie.
In Friedrich Nietzsches Umbruchsschrift Menschliches, Allzumenschliches wird der consensus gentium im Aphorismus 110: Die Wahrheit in der Religion als eine „Narrheit“ zurückgewiesen.
Über die Naturvölker schrieb Friedrich Engels: „Dieser Personifikationstrieb schuf eben überall Götter, und der consensus gentium […] beweist eben nur die Allgemeinheit dieses Personifikationstriebs als notwendiger Durchgangsstufe, also auch der Religion.“
Der consensus ist aber kein Beweis für die Gültigkeit oder Wahrheit einer Idee, ja nicht einmal für ihre Universalität, obwohl er hinsichtlich dieser als empirische Induktion rekonstruiert werden kann. Es handelt sich vielmehr um eine Form der rhetorischen Figur Argumentum ad populum. Wird er dennoch als Beweis behandelt, handelt es sich um einen Fehlschluss.